# Peter Isaac Béens utbildningsstiftelse
Peter Isaac Béens utbildningsstiftelse (PIBUS) driver L M Engströms gymnasium och Församlingsfakulteten i Göteborg. Fram till 2020 drev stiftelsen även 
Johan Movingers gymnasium i Solna.  
Stiftelsens historia började i och med att prosten Peter Isaac Béen på 1920-talet samlade in pengar för att motverka den dåvarande prästbristen i Svenska kyrkan. 1924 överlämnade han ca 20 000 kr till Kyrkliga Förbundet för evangelisk luthersk tro. Detta ledde till att man redan samma år startade Göteborgs enskilda gymnasium för blivande präster. På 1960-talet blev det ett allmänt gymnasium och runt 1990 bytte det namn till L M Engströms gymnasium. Gymnasiet har idag ca 500 elever. I Solna drev stiftelsen 2015–2020  Johan Movingers gymnasium i Tomteboda. Denna skola har numera annan huvudman.
Redan i samband med att gymnasiet startade fanns planer på en fristående teologisk fakultet. Man vände blicken mot Oslo och inspirerades av Menighetsfakultetet. Av dessa planer blev ingenting förrän 1993 då Församlingsfakulteten bildades.